# Gare de Stryken
La gare de Stryken est une gare ferroviaire norvégienne de la Gjøvikbanen située dans la commune de Lunner.

## Situation ferroviaire
Établie à 238,8 m d'altitude, la gare est située à 40,83 km d'Oslo.

## Histoire
La gare fut ouverte en 1917, mais a été rétrogradée au simple rang d'arrêt. Elle revint au statut de gare en 1937. Elle fut automatisée en 1972 et depuis elle est sans personnel.

## Service des voyageurs

### Accueil
La gare a un petit parking de 10 places. Il n'y a ni guichet ni automate.

### Desserte
Stryken n'est desservie que pendant l'hiver (et uniquement les week-ends). Peu de trains s'y arrêtent (moins de la moitié des trains circulants). La gare est desservie  par des trains locaux et régionaux en direction de Jaren, Gjøvik et Oslo.